# Akila Dananjaya
Mahamarakkala Kurukulasooriya Patabendige Akila Dananjaya Perera, dit Akila Dananjaya, est un joueur de cricket international srilankais né le 4 octobre 1993 à Panadura. Lanceur à effets capable de nombreuses variations, il dispute ses premières rencontres avec l'équipe du Sri Lanka en 2012 lors de l'ICC World Twenty20 malgré son peu d'expérience professionnelle.

## Biographie
Akila Dananjaya naît le 4 octobre 1993 à Panadura, non loin de Colombo. Son père y est charpentier. Il grandit en admirant l'international srilankais de cricket Muttiah Muralitharan. Il joue pour l'équipe de Mahanama Vidyalaya, l'école où il est éduqué. En 2011, alors que l'équipe du Sri Lanka s'apprête à se rendre aux Émirats arabes unis pour affronter le Pakistan, Dananjaya est invité à une session d'entraînement de la sélection par le capitaine Mahela Jayawardene et l'entraîneur Graham Ford, qui cherchent un lanceur capable de les initier à faire face à Saeed Ajmal. Les deux hommes sont suffisamment impressionnés par leur jeune compatriote pour que, à l'orée du championnat du monde de Twenty20 2012, disputé à domicile, ils le font inclure dans la liste des trente Srilankais pré-sélectionnés alors qu'il n'a jamais joué le moindre match professionnel. Il signe pour le Wayamba United, le club de Jayawardene, pour la première édition de la Sri Lanka Premier League (SLPL), une ligue nouvellement créée qui voit s'affronter des franchises, en août 2012. Il apprend qu'il est dans la sélection finale pour la compétition internationale après seulement quatre apparitions en SLPL. Il fait ses débuts internationaux lors de la deuxième phase du championnat du monde, contre la Nouvelle-Zélande. Il a alors 18 ans et son expérience est limitée à six parties de SPLP. Il y réalise la meilleure performance du match pour un lanceur, avec deux guichets pour 32 courses concédées. Il dispute la finale de la compétition, perdue par le Sri Lanka.
Il est appelé dans le groupe amené à disputer à domicile une série d'ODI contre la Nouvelle-Zélande, il débute à ce niveau lors de la cinquième et dernière manche de la série, mais les intempéries interrompent le match avant qu'il n'ait l'occasion de lancer. Il fait partie d'une tournée en Australie fin 2012 et début 2013, où il ne participe qu'à une rencontre internationale, un Twenty20.

## Style de jeu
Akila Dananjaya est un lanceur à effets (spin bowler), qui, à l'image de son compatriote et coéquipier en équipe nationale Ajantha Mendis, est capable de nombreuses variations : offspin, legbreak, carrom ball, googly, doosra. Son héros sportif est Muttiah Muralitharan, et, jeune, corrige ses lancers en imitant ceux de son idole.

## Principales équipes
| Équipe             | Test        | ODI         | Twenty20 |
| ------------------ | ----------- | ----------- | -------- |
| Sri Lanka          |             | 2012 -      | 2012 -   |
| Équipe             | First-class | List A      | Twenty20 |
| Wayamba United     | NC          | NC          | 2012 -   |
| Colts Cricket Club | 2012-2013 - | 2012-2013 - |          |